# Аккудик (Майкомгенський сільський округ)
Аккуди́к (каз. Аққұдық) — колишній аул у складі Жилиойського району Атирауської області Казахстану. Входив до складу Майкомгенського сільського округу. Ліквідований у 2013 році.
У радянські часи аул називався Аккудук.
Населення — 190 осіб (2009; 325 в 1999).